# Conophorus limbatus
Conophorus limbatus är en tvåvingeart som först beskrevs av Friedrich Hermann Loew 1869.  Conophorus limbatus ingår i släktet Conophorus och familjen svävflugor. Inga underarter finns listade i Catalogue of Life.